# Circuitul Internațional Sepang
Circuitul Internațional Sepang este un circuit de curse auto. De asemenea, aici se mai organizează curse de A1GP, Marele Premiu al Malaeziei la motociclism și multe alte evenimente din lumea sporturilor cu motor.

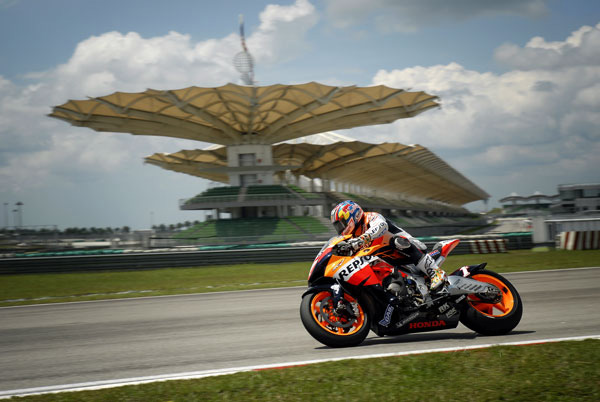
Nicky Hayden testând motocicleta Honda RC212V pe Circuitul Internațional Sepang.

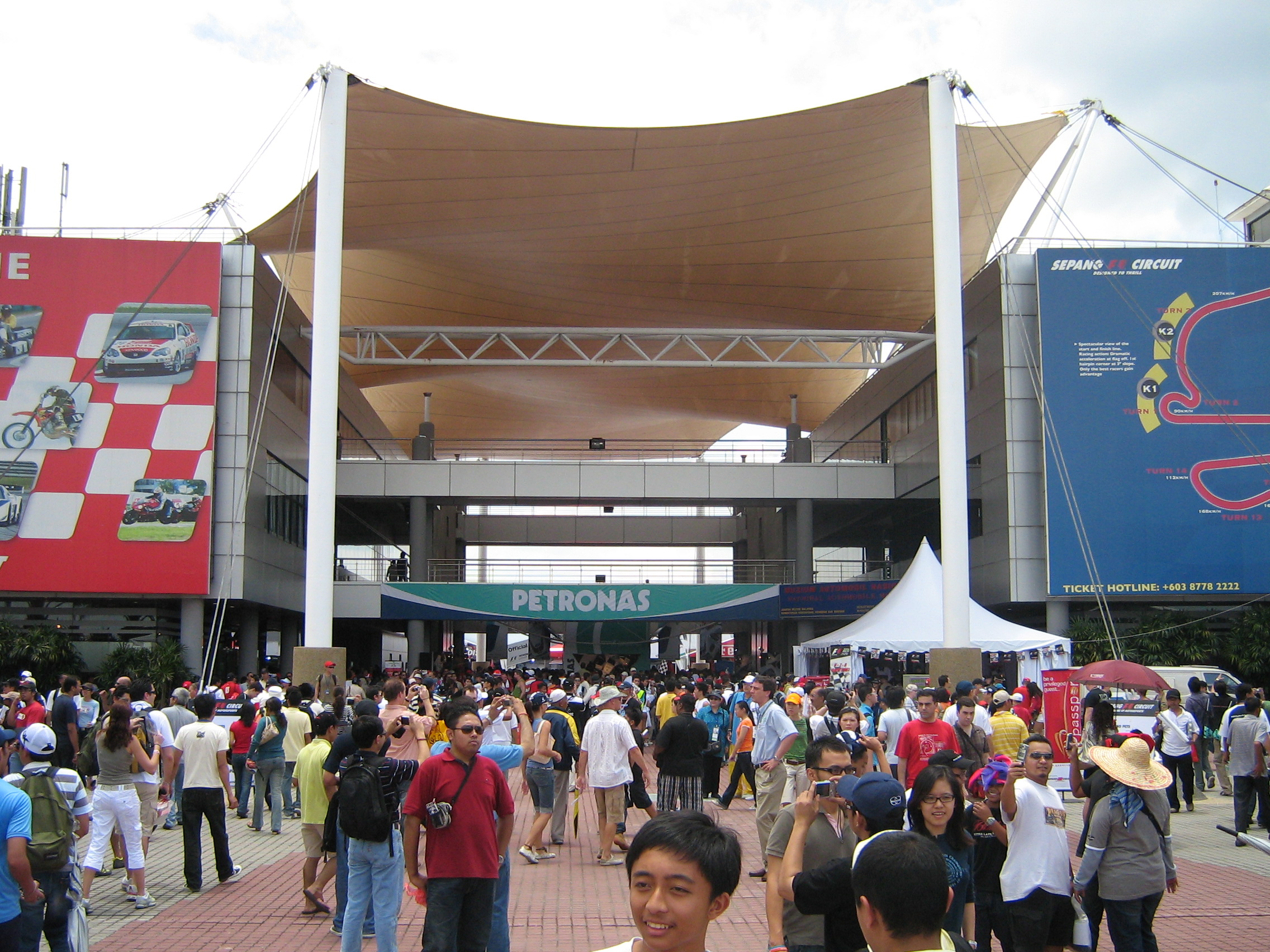
Intrarea în Circuitul Internaţional Sepang.

Considerat a fi superior tuturor celorlalte gazde de Mari Premii de F1, circuitul de la Sepang se poate lăuda cu niște garaje superbe și cu niște facilități media de invidiat. De asemenea, tribunele din Malaezia sunt absolut impresionante, la fel precum condițiile oferite spectatorilor. Singurele nemulțumiri au apărut vizavi de denivelările pistei, acestea dând impresia unei ușoare scufundări a circuitului. Cauza cea mai probabilă a acestei caracteristici este faptul că circuitul a fost construit pe o fostă mlaștină.
Circuitul a fost desenat de celebrul proiectant german Hermann Tilke. El este cel care a creat facilități noi și pentru circuitele din Shangai, Bahrain și Turcia.
Circuitul principal, parcurs în mod normal în sensul acelor de ceasornic, are o lungime de 5,54 kilometri și este recunoscut pentru virajele sale rapide și pentru liniile drepte generoase. Traseul este destul de neobișnuit, linia dreaptă dinainte de sosire fiind foarte lungă și fiind despărțită de linia boxelor de doar un viraj de tipul ac de păr.
La Sepang mai există și alte posibilități de configurare a circuitului. Circuitul de nord este parcurs de asemenea în direcția acelor de ceasornic. Practic, el reprezintă prima jumătate a circuitului principal. Cu o lungime totală de 2,71 kilometri, după virajul 6, traseul se întoarce către linia boxelor.
Circuitul de sud este reprezentat de cealaltă jumătate a traseului. Când acesta este utilizat, ultima linie dreaptă devine linia boxelor. Aceasta se unește cu virajul 8 al circuitului principal, formând astfel un viraj de tipul ac de păr. Parcurs de asemenea în sensul acelor de ceasornic, circuitul de sud are o lungime de 2,61 km.
Circuitul Internațional Sepang găzduiește și curse de karting și de motocross.